# 日出前向青春告別
《日出前向青春告別》，改編自日本作家柴崎友香的小說。導演行定勳通過插敘，倒敘等手法將幾個在一天中發生的看似不相關的事件聯繫起來，講述青春。

## 劇情大綱
為慶祝朋友正道的喬遷之喜，中澤（妻夫木聰 飾）和戀人真紀（田中麗奈 飾），青梅竹馬的Kate（伊藤步 飾）三人開車從大阪來到京都聚會。那天晚上，電視里播放了被夾在大樓牆間的男人和在海邊擱淺的鯨魚的新聞。在返途中通過無線電聽了新聞的中澤，為尋找制作電影的靈感開車來到海邊，又和來看鯨魚的朋友們相遇。這時，新的早上到來了。

## 得獎記錄
- 第29回 報知電影賞 最佳男主角（妻夫木聰）
- 第47回 藍絲帶賞  最佳男主角提名（妻夫木聪）

## 主要演員
- 真紀 : 田中麗奈
- 中澤 : 妻夫木聰
- Kate : 伊藤步
- 正道 : 柏原収史
- 西山 : 三浦誠己
- 坂本 : 石野敦士
- かわち : 松尾敏伸
- ちよ : 池脇千鶴
- 山田 : 山本太郎